# Шаймурзинське сільське поселення
Шайму́рзинське сільське поселення (рос. Шаймурзинское сельское поселение) — муніципальне утворення у складі Батиревського району Чувашії, Росія. Адміністративний центр — присілок Шаймурзино.

## Населення
Населення — 1060 осіб (2019, 1406 у 2010, 1753 у 2002).

## Склад
До складу поселення входять такі населені пункти:
| Населений пункт           | Населення, осіб (2002) | Населення, осіб (2010) |
| ------------------------- | ---------------------- | ---------------------- |
| Верхнє Атиково, присілок  | 422                    | 336                    |
| Нижнє Турмишево, присілок | 387                    | 316                    |
| Шаймурзино, присілок      | 944                    | 754                    |